# Häusliche Intensivpflege
Die Häusliche Intensivpflege, auch außerklinische oder ambulante Intensivpflege, ist Häusliche Krankenpflege, die bis zu 24 Stunden am Tag gewährleistet wird. Menschen, die aus medizinischen Gründen einer ständigen Überwachung bzw. intensivpflegerischer Versorgung bedürfen, können mit Hilfe häuslicher Intensivpflege aus dem klinischen Bereich in ihr häusliches Umfeld zurückkehren bzw. dort verbleiben, zum Beispiel Langzeit-Beatmungspatienten. Häuslich bezieht sich hierbei nicht unbedingt auf die ursprüngliche Wohnung des Betroffenen, sondern auf seinen ständigen Wohnsitz, der sich auch im Pflegeheim, bei Angehörigen, in einer Einrichtung des Betreuten Wohnens oder in einer Intensivpflege-Wohngruppe befinden kann.

## Synonyme
Eine einheitliche Begrifflichkeit für die Intensivpflege im häuslichen Bereich gibt es nicht. Sie wird auch als Beatmungspflege, 1-zu-1-Versorgung, ambulante Intensivpflege oder 24-Stunden-Pflege angeboten. Mit 24-Stunden-Pflege kann aber Betreuung in häuslicher Gemeinschaft gemeint sein, mit der keine fachpflegerische – insbesondere keine intensivpflegerische – Versorgung einhergeht; auch Beatmungspflege bezieht sich nur auf einen der vielen Schwerpunkte häuslicher Intensivpflege. Der Medizinische Dienst des Spitzenverbandes Bund der Krankenkassen verwendet in Deutschland die Bezeichnung Außerklinische Intensivpflege (AKI).

## Voraussetzungen
Die Voraussetzung für häusliche Intensivpflege ergibt sich aus einem erhöhten Pflegeaufwand und/oder einer vitalen Bedrohung des Patienten, z. B. einer schweren Störung vitaler Funktionen wie lebensbedrohliche Herzrhythmusstörungen, Beatmung, respiratorische Insuffizienz, Bewusstlosigkeit, Koma, Störungen des Flüssigkeits-, Elektrolyt-, Säure- und/oder Basenhaushalts. 
Bei Kindern handelt es sich meist um zentrale Atemregulationsstörungen oder um die Folgen komplexer Missbildungen und bei jungen Erwachsenen um neuromuskuläre Erkrankungen oder um Unfallfolgen, wie beispielsweise eine hohe Querschnittlähmung. Bei Erwachsenen über 27 Jahre ist es ebenfalls oft eine hohe Querschnittlähmung oder ein Hirnschaden durch Sauerstoffmangel, der eine intensivpflegerische Versorgung der Betroffenen erfordert.
Die Kosten für Alterserkrankungen wie beispielsweise eine reine Demenzversorgung werden in diesem Zusammenhang nicht getragen. Treten die Altersbeschwerden jedoch zusammen mit den oben genannten Krankheitsbildern auf, schließt dies eine Verordnung von Leistungen nicht aus.

## Situation in Deutschland

### Gesetzliche Grundlagen
Grundlage der Krankenversorgung in Deutschland ist die Vorgabe der Krankenversicherungen „ambulant vor stationär“. Hierzu trat im Oktober 2020 das Intensivpflege- und Rehabilitationsstärkungsgesetz in Kraft, das den Anspruch auf außerklinische Intensivpflege in § 37c SGB V formuliert und regelt. Der Gemeinsame Bundesausschuss (G-BA) konkretisierte 2021 mit der Richtlinie zur außerklinischen Intensivpflege (AKI-RL) die Umsetzung der gesetzlichen Forderungen.
Danach haben „Versicherte mit einem besonders hohen Bedarf an medizinischer Behandlungspflege“ Anspruch auf außerklinische Intensivpflege. Der besonders hohe Bedarf ist dadurch gekennzeichnet, wenn „die ständige Anwesenheit einer geeigneten Pflegefachkraft zur individuellen Kontrolle und Einsatzbereitschaft oder ein vergleichbar intensiver Einsatz einer Pflegefachkraft erforderlich ist.“
Die außerklinische Intensivpflege muss durch einen Vertragsarzt verordnet werden, der für die Versorgung dieser Versicherten besonders qualifiziert ist. Dabei ist der verordnende Vertragsarzt gehalten, das Therapieziel gemeinsam mit dem Versicherten festzulegen. Bei als beatmungspflichtig eingestuften Patienten fordert die Richtlinie frühzeitige und regelmäßige Überprüfungen dahingehend, ob eine Entwöhnung von der Beatmung möglich ist.

### Leistungen
In der Richtlinie zur außerklinischen Intensivpflege (AKI-RL) führt der Gemeinsame Bundesausschuss Voraussetzungen für verordnungsfähige Therapieleistungen auf und „konkretisiert, wie die Zusammenarbeit der verschiedenen betreuenden Berufsgruppen koordiniert werden soll“. Grundsätzlich muss eine „permanente Interventionsbereitschaft, Anwesenheit und Leistungserbringung durch eine geeignete Pflegefachkraft über den gesamten Versorgungszeitraum“ gewährleistet sein. 
Die Leistungen der häuslichen Intensivpflege umfassen Maßnahmen der Behandlungspflege nach SGB V und der Grundpflege nach SGB XI, wie sie auch in der stationären Kranken- bzw. Intensivpflege durchgeführt werden, unter anderem
- die Körperpflege des Patienten
- die Erfassung und Bewertung seiner Vitalparameter
- die Durchführung von Notfallmaßnahmen, zum Beispiel eine Reanimation
- der sachgerechte Umgang mit der erforderlichen Medizintechnik wie Infusions- und Spritzenpumpen, Beatmungs- und Überwachungsgeräten
- das Verabreichen von Injektionen und Infusionen
- das Durchführen von Inhalationen
- Wundversorgung
- das Ausführen kleinerer invasiver Eingriffe – z. B. Einlage einer Harndrainage oder einer Magensonde
- Tracheostomaversorgung, endotracheales Absaugen
- im Zusammenhang mit einer nicht-invasiven Beatmung der Umgang mit der Maske
- Mobilisation oder spezielle Positionierungen des Patienten.
- Anleitung von An- und Zugehörigen

Außerdem werden bei Bedarf Hilfsmittel organisiert, Arzttermine und Untersuchungen veranlasst, die Zusammenarbeit mit Therapeuten aller Fachrichtungen und die Pflege sozialer Kontakte koordiniert. Unter Umständen werden auch hauswirtschaftliche Tätigkeiten, wie das Zubereiten kleiner Mahlzeiten, übernommen. Kooperationen mit Mitbewerbern oder anderen ambulanten Diensten sind zur Versorgung des Patienten möglich. So kann eine Übernahme von Nachtschichten in Kombination mit ambulanter Pflege durch andere Leistungserbringer (z. B. Diakonie, Caritas oder private Anbieter) kombiniert werden.

#### Rückzugspflege
Nach den Rahmenempfehlungen des GKV-Spitzenverbandes zur Versorgung mit Häuslicher Krankenpflege ist der jeweilige Pflegedienst gehalten, sich am Grundsatz der Rückzugspflege zu orientieren. Damit soll der Patient bzw. dessen soziales Umfeld befähigt werden, krankenpflegerischen Maßnahmen ganz oder teilweise durchzuführen. Der Pflegedienst dokumentiert den Versorgungsumfang, der nach ärztlicher Verordnung angepasst wird, und informiert die zuständige Krankenkasse über Beginn, voraussichtliche Dauer und Ende der anleitenden Maßnahmen. Die Maßnahmen sollen dabei in „Art, Umfang und Schwierigkeit der krankenpflegerischen Inhalte die Wünsche der Versicherten und des sozialen Umfeldes sowie deren Grenzen aktiver und passiver Pflegebereitschaft“ berücksichtigen.

### Kosten und Kostenträger
Die Kosten für diese besondere Art der ambulanten Pflege werden in der Regel voll von den Krankenkassen, den Pflegekassen und der Beihilfe sowie den Sozialhilfeträgern übernommen. Die Anbieter rechnen ihre Leistungen im Gegensatz zur Grundpflege nicht als Module bzw. Leistungskomplexe ab, sondern in Stundensätzen nach Leistungsgruppe IV ab. Die Leistungen der einzelnen Unternehmen können, je nach dem Leistungskatalog des jeweiligen Anbieters, stark variieren. Die meisten Dienste übernehmen die Verhandlungen mit den Kostenträgern. Ein fester Zeitraum für die Versorgung des Betroffenen ist generell nicht vorgesehen, ein bestimmter Pflegegrad ist nicht erforderlich. Muss der Betroffene während der Betreuung im Krankenhaus behandelt werden, ruht der Versorgungsvertrag.

#### Leistungsorte
Nach §37c Absatz 2 SGB V gelten als mögliche Leistungsorte unter anderen der eigene Haushalt oder der der Familie, betreute Wohnformen wie Pflege-Wohngemeinschaften, vollstationäre Pflegeeinrichtungen, Schulen, Kindergärten sowie Werkstätten für behinderte Menschen.
Zur Auswahl des geeigneten Leistungsorts besteht ein Anspruch auf Beratung durch die Krankenkasse. 
Ein geschäftsfähiger Klient kann sein Assistenzpersonal aber auch nach rein persönlichen Kriterien unabhängig von dessen beruflicher Qualifikation auswählen (Arbeitgeber- bzw. Assistenzmodell). Für die ärztliche Betreuung ist der Hausarzt zuständig.

### Leistungserbringer
Leistungserbringer sind mobile Pflegedienste, die neben anderen Leistungen häusliche Intensivpflege anbieten oder sich allein darauf spezialisiert haben.

#### Pflegepersonal
In der häuslichen Intensivpflege wird Pflegepersonal unterschiedlicher Qualifikation eingesetzt. Je nach Einsatzbereich wird eine abgeschlossene Berufsausbildung als Altenpfleger, Gesundheits- und Krankenpfleger, Krankenpfleger, Gesundheits- und Kinderkrankenpfleger oder Kinderkrankenpfleger vorausgesetzt. Ausnahmen bilden Wohngruppen, die auch Pflegehelfer beschäftigen. Eine Weiterbildung zur Fachpflegekraft für Intensivpflege und Anästhesie oder Respiratory Therapist wird vom Bundesverband privater Anbieter sozialer Dienste (bpa) für die Pflegedienstleitung eines Außerklinischen Intensivpflegedienstes empfohlen.